# ナイチンゲール (ジルベルト・ジルのアルバム)
『ナイチンゲール』（Nightingale）は、ブラジルのミュージシャン、ジルベルト・ジルが1979年に発表したスタジオ・アルバム。

## 解説
アメリカ市場向けに制作されたアルバムで、当時ブラジル盤LPは発売されず、母国では2002年発売のボックス・セット『Palco』に含まれたのが初出となった。「私に合わせて動いて」と「ロサンゼルスのサンバ」は新曲で、それ以外はジルが以前に録音した曲のリメイクである。セルジオ・メンデスがプロデューサーを務め、一部の曲ではシンセサイザーの演奏にも参加した。
Thom Jurekはオールミュージックにおいて5点満点中3.5点を付け「半分以上の曲が英語で歌われているが、それで音楽的魅力が損なわれているわけではない」「滑らかなファンクのバックビート、エレクトリックピアノの響き、跳ねるようなバックビートを持つリズム自体が癖になる」と評している。

## 収録曲
特記なき楽曲はジルベルト・ジル作。
1. サララー・ミオロ - "Sarará Miolo" - 4:50
2. グッバイ・マイ・ガール - "Goodbye My Girl (Norte da Saudade)" (Gilberto Gil, Moacyr Albuquerque, Perinho Santana) - 4:07
3. 彼女 - "Ella (Ela)" (G. Gil / English lyrics by Carlos Rogers) - 3:49
4. ここ、そして今 - "Here and Now (Aqui e Agora)" - 4:26
5. バラフォン - "Balafon" - 2:48
6. アラパラー（シャンゴーの神話） - "Alapalá (The Myth of Shango)" - 3:48
7. マラカトゥ・アトミコ - "Maracatu Atômico" (Jorge Mautner, Nelson Jacobina) - 4:24
8. 私に合わせて動いて - "Move Along with Me" - 3:08
9. ナイチンゲール - "Nightingale (O Rouxinol)" (G. Gil, J. Mautner) - 3:53
10. ロサンゼルスのサンバ - "Samba de Los Angeles" - 3:20

## 参加ミュージシャン
- ジルベルト・ジル - ボーカル、アコースティック・ギター、パーカッション
- マイケル・センベロ - エレクトリック・ギター(on #1, #2, #3, #4, #5, #6, #8, #9)
- リー・リトナー - エレクトリック・ギター(on #2, #3, #7, #9)
- オスカー・カストロ＝ネヴィス（英語版） - カヴァキーニョ(on #10)
- ドン・グルーシン - ピアノ、エレクトリックピアノ
- セルジオ・メンデス - シンセサイザー(on #1, #3, #5, #8, #9, #10)、パーカッション(on #3, #6)
- エイブラハム・ラボリエル - ベース(on #1, #4, #5, #6, #8, #9, #10)
- フーベンス・サビーノ・ダ・シルヴァ - ベース(on #2)、パーカッション(on #10)
- ネイサン・ワッツ - ベース(on #3, #7)
- アレックス・アクーニャ - ドラムス(on #1, #3, #4, #5, #6, #7, #8, #9, #10)、パーカッション(on #1)、ティンバレス(on #2)、コンガ(on #7)
- ホベルト・ダ・シルヴァ - ドラムス(on #2)、パーカッション(on #2, #3, #5, #6, #7, #10)
- スティーヴ・フォアマン - パーカッション(on #3, #4, #7, #8, #9)
- ラウヂール・ヂ・オリヴェイラ - パーカッション(on #3, #5, #6, #7)
- グラシーニャ・レポラーセ - バックグラウンド・ボーカル(on #1, #2, #3, #5, #6, #7)
- キャロル・ロジャース、マリエッタ・ウォーターズ - バックグラウンド・ボーカル(on #1, #2, #3, #6, #7)